# Orde van Nationale Verdienste

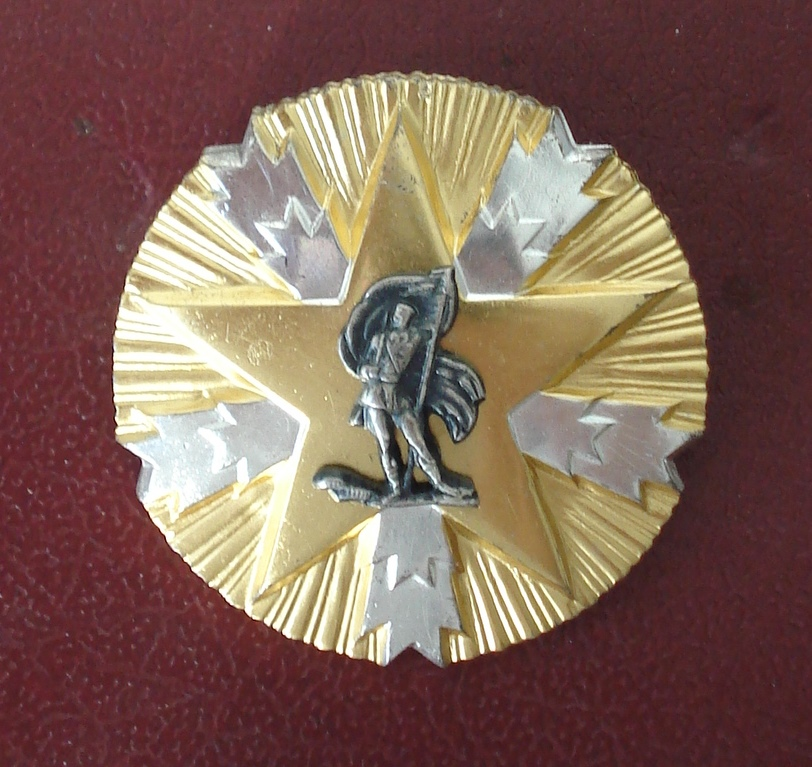
Orde van Nationale Verdienste IIe Klasse

De Orde van Nationale Verdienste (Servo-Kroatisch: Orden zasluga za narod) werd in 1945 door het praesidium van het Volkscongres van de Federale Volksrepubliek Joegoslavië onder voorzitterschap van maarschalk Tito gesticht als een socialistische orde, wat inhoudt dat er drie graden zijn en er geen ridders zijn. Tito zelf ontving een gouden ster van deze orde terwijl de normale sterren van gedeeltelijk verguld zilver zijn.
De grond voor het toekennen was "inspanning voor het opbouwen van de Federale Volksrepubliek Joegoslavië".
De gedecoreerden droegen een ster op de linkerborst. De miniaturen werden aan kleine rode linten gedragen met een, twee of drie blauwe strepen.

## De versierselen
Het kleinood is een ronde broche met daarop een vijfpuntige ster met een afbeelding van een zegevierende soldaat met een vlag. De Ie Klasse is vrijwel helemaal verguld, bij de IIe Klasse is de ster van zilver en zijn de achtergrond en de soldaat verguld, bij de IIIe Klasse is alleen de soldaat verguld. De drie sterren zijn even groot.

## Voetnoten
1. ↑  op  en Lijst van ridderorden en onderscheidingen van maarschalk Tito
2. ↑  op
3. ↑  op [dode link]